# Saint Aqours Snow
Saint Aqours Snow（セイント アクア スノー）は、メディアミックス作品群『ラブライブ!サンシャイン!!』に登場する架空の女性スクールアイドルグループである、AqoursとSaint Snowによるコラボレーションユニット。レーベルはランティス。

## 概要
2017年12月2日に放送されたアニメ第2期第9話の劇中で結成された、スクールアイドルの垣根を越えたコラボレーショングループ。実在の声優グループとしては2018年から活動を開始した。
劇中ではダイヤの妄想中に1年生がAqoursを脱退してSaint Snowに入った時に名乗ったユニット名として登場したのが初出だが、のちに実際のコラボレーションでもその名前がそのまま使用されている。
デビュー作である「Awaken the power」を皮切りに、これまで2作のシングルが発売された。

## メンバー
- 鹿角聖良（田野アサミ） - Saint Snow
- 鹿角理亞（佐藤日向） - Saint Snow
- 高海千歌（伊波杏樹） - Aqours
- 桜内梨子（逢田梨香子） - Aqours
- 松浦果南（諏訪ななか） - Aqours
- 黒澤ダイヤ（小宮有紗） - Aqours
- 渡辺曜（斉藤朱夏）- Aqours
- 津島善子（小林愛香） - Aqours
- 国木田花丸（高槻かなこ） - Aqours
- 小原鞠莉（鈴木愛奈） - Aqours
- 黒澤ルビィ（降幡愛） - Aqours

## ディスコグラフィー

### シングル
- Awaken the power

テレビアニメ『ラブライブ！サンシャイン!!』第2期第9話挿入歌
函館で行われたクリスマスライブで披露された曲。元々はルビィ・理亞の二人だけの曲だったが、千歌のサプライズにより11人での歌唱となった。
実際のライブでは3rdライブおよび4thライブで披露。サビのコールや掛け声を始め、ライブには欠かせない非常に盛り上がるアップナンバーとなっている。
- Over The Next Rainbow

劇場版『ラブライブ！サンシャイン!! The School Idol Movie Over the Rainbow』インスパイアソング
前作とは打って変わってしっとりとしたバラードナンバー。

## 活動履歴
- 2017年12月20日　シングル「Awaken the power」発売。
- 2018年6月9日　ラブライブ！サンシャイン!! Aqours 3rd LoveLive! Tour ～WONDERFUL STORIES～にて「Awaken the power」を初披露。
- 2018年8月9日　声優アニメディア 2018年9月号で表紙を飾る[1]。
- 2018年11月17日・18日　ラブライブ！サンシャイン!! Aqours 4th LoveLive! ～Sailing to the Sunshine～で「Awaken the power」を披露。Saint Snowはこの曲のためにスペシャルゲストとして参加した。
- 2019年2月6日　シングル「Believe again/Brightest Melody/Over The Next Rainbow」発売。
- 2024年3月10日　LoveLive! Series Presents ユニット甲子園 2024でシークレットゲストとして6年ぶりに「Awaken the power」を披露[注 1]。